# Anao
Anao (Bayan ng Anao) är en kommun i Filippinerna. Kommunen ligger på ön Luzon, och tillhör provinsen Tarlac. Folkmängden uppgår till 10 045 invånare.

## Barangayer
Anao är delat i 18 barangayer.
| - Baguindoc (Baguinloc) - Bantog - Campos - Carmen - Casili - Don Ramon - Hernando - Poblacion - Rizal | - San Francisco East - San Francisco West - San Jose North - San Jose South - San Juan - San Roque - Santo Domingo - Sinense - Suaverdez |